# 竜王バイパス

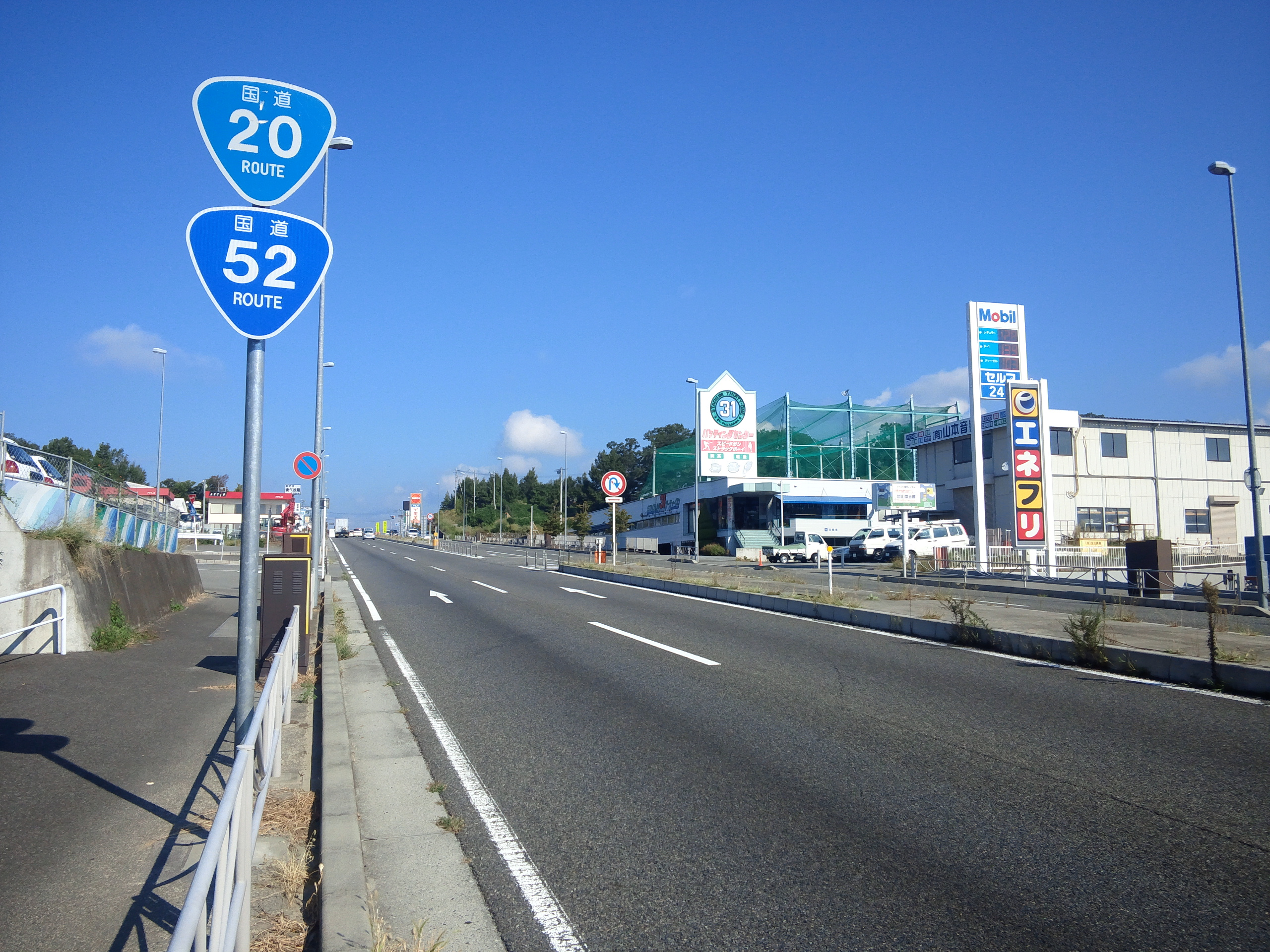
山梨県甲斐市竜王字片瀬付近

竜王バイパス（りゅうおうバイパス）は、山梨県甲斐市竜王から同市下今井に至る、国道20号のバイパスである。

## 概要
もともとこの区間の国道20号は竜王駅前を斜めに横切り、中央本線の北側を通過し、中央本線をアンダーパスした後に現在の下今井交差点で山梨県道6号甲府韮崎線に接続していた。国道20号の第一次改築事業の際に、これを中央本線の南側に迂回させる形で1963年（昭和38年）に片側1車線の道路として開通した。赤坂台と呼ばれる台地を越えるためアップダウンが激しく、その後の交通量の増大により渋滞が慢性化していた。そのため双葉バイパスとともに1993年（平成5年）に拡幅事業（国道20号竜王拡幅）が都市計画決定され、竜王バイパスは竜王拡幅1工区に指定された（外部リンク参照）。1996年（平成8年）に事業着手、2009年（平成21年）に甲府バイパス・赤坂台総合公園入口交差点間までの4車線化が先行して完了し、最後の下今井交差点までの区間についても2014年（平成26年）に供用された。これら一連の整備では、ボックスカルバートの設置によりそれまで当該区間に存在した高低差の大きなサグ部も解消されている。

## 路線
交差点・立体交差
全区間甲斐市内に所在。

特記がないものは市道。
| 施設名                   | 接続路線名             | 距離 (km) | 備考                   |
| ------------------------ | ---------------------- | --------- | ---------------------- |
| 国道20号（甲府バイパス） |                        |           |                        |
| 竜王立体                 | 国道52号〈美術館通り〉 | 0.0       | 甲府駅方面             |
| 竜王立体                 | 県道20号線             | 0.0       | 信玄堤・南アルプス方面 |
| 竜王北小入口             |                        | 0.5       |                        |
| 竜王一区                 |                        | 0.7       |                        |
| 赤坂台総合公園入口       |                        | 1.8       |                        |
| 南原                     |                        | 2.0       |                        |
| 下今井東                 |                        | 2.6       |                        |
| 下今井                   | 県道6号線              | 3.0       | 塩崎駅方面             |
| 国道20号（双葉バイパス） |                        |           |                        |